# Capiatá
Capiatá − miasto w Paragwaju, w zespole miejskim Asunción. Około 396 tys. mieszkańców.